# Championnat de France de rugby à XIII 1991-1992
Navigation
Édition précédente Édition suivante
Le Championnat de France de rugby à XIII 1991-1992 oppose pour la saison 1991-1992 les meilleures équipes françaises de rugby à XIII. Elles sont douze équipes à prendre part à cette édition.

## Liste des équipes en compétition
Le Championnat compte douze clubs, à savoir Carcassonne, Carpentras, Pamiers, XIII Catalan, Pia, Saint-Estève, Saint-Gaudens et Villeneuve-sur-Lot, accompagnés des retours d'Albi, Avignon, Châtillon et Lézignan.

### Classement de la première phase
| Classement | Club               | Points |
| 1er        | Villeneuve-sur-Lot | 52     |
| 2e         | Carcassonne        | 50     |
| 3e         | Saint-Gaudens      | 44     |
| 4e         | Saint-Estève       | 43     |
| 5e         | XIII Catalan       | 41     |
| 6e         | Carpentras         | 40     |
| 7e         | Lézignan           | 40     |
| 8e         | Avignon            | 38     |
| 9e         | Pia                | 37     |
| 10e        | Albi               | 29     |
| 11e        | Châtillon          | 26     |

|  | Qualifié pour la phase finale - deuxième phase de groupe |

Pamiers a été mis hors championnat par la commission des règlements.

### Phase finale
|  | Quarts de finale            | Quarts de finale | Quarts de finale               | Quarts de finale   |                        |              | Demi-finales                  | Demi-finales                  | Demi-finales                  | Demi-finales                  |  |  | Finale                 | Finale                 | Finale                 | Finale                 |
|  |                             |                  |                                |                    |                        |              |                               |                               |                               |                               |  |  |                        |                        |                        |                        |
|  |                             |                  |                                |                    |                        |              | 3 mai 1992 (aller)-? (retour) | 3 mai 1992 (aller)-? (retour) | 3 mai 1992 (aller)-? (retour) | 3 mai 1992 (aller)-? (retour) |  |  | 31 mai 1992 , Toulouse | 31 mai 1992 , Toulouse | 31 mai 1992 , Toulouse | 31 mai 1992 , Toulouse |
|  |                             |                  |                                |                    |                        |              | 3 mai 1992 (aller)-? (retour) | 3 mai 1992 (aller)-? (retour) | 3 mai 1992 (aller)-? (retour) | 3 mai 1992 (aller)-? (retour) |  |  | 31 mai 1992 , Toulouse | 31 mai 1992 , Toulouse | 31 mai 1992 , Toulouse | 31 mai 1992 , Toulouse |
|  |                             |                  |                                |                    |                        |              | 3 mai 1992 (aller)-? (retour) | 3 mai 1992 (aller)-? (retour) | 3 mai 1992 (aller)-? (retour) | 3 mai 1992 (aller)-? (retour) |  |  | 31 mai 1992 , Toulouse | 31 mai 1992 , Toulouse | 31 mai 1992 , Toulouse | 31 mai 1992 , Toulouse |
|  |                             |                  |                                |                    |                        |              | 3 mai 1992 (aller)-? (retour) | 3 mai 1992 (aller)-? (retour) | 3 mai 1992 (aller)-? (retour) | 3 mai 1992 (aller)-? (retour) |  |  | 31 mai 1992 , Toulouse | 31 mai 1992 , Toulouse | 31 mai 1992 , Toulouse | 31 mai 1992 , Toulouse |
|  |                             |                  |                                |                    |                        |              | 3 mai 1992 (aller)-? (retour) | 3 mai 1992 (aller)-? (retour) | 3 mai 1992 (aller)-? (retour) | 3 mai 1992 (aller)-? (retour) |  |  | 31 mai 1992 , Toulouse | 31 mai 1992 , Toulouse | 31 mai 1992 , Toulouse | 31 mai 1992 , Toulouse |
|  | Carcassonne                 | Carcassonne      | 34                             | 16                 |                        |              |                               |                               |                               |                               |  |  | 31 mai 1992 , Toulouse | 31 mai 1992 , Toulouse | 31 mai 1992 , Toulouse | 31 mai 1992 , Toulouse |
|  | Carcassonne                 | Carcassonne      | 34                             | 16                 | 20 avril 1992 à Limoux |              |                               |                               |                               |                               |  |  | 31 mai 1992 , Toulouse | 31 mai 1992 , Toulouse | 31 mai 1992 , Toulouse | 31 mai 1992 , Toulouse |
|  |                             |                  | Saint-Gaudens                  | Saint-Gaudens      | 6                      | 6            |                               |                               |                               |                               |  |  | 31 mai 1992 , Toulouse | 31 mai 1992 , Toulouse | 31 mai 1992 , Toulouse | 31 mai 1992 , Toulouse |
|  | Saint-Gaudens               | Saint-Gaudens    | Saint-Gaudens                  | Saint-Gaudens      | 6                      | 6            | 54                            | 54                            |                               |                               |  |  | 31 mai 1992 , Toulouse | 31 mai 1992 , Toulouse | 31 mai 1992 , Toulouse | 31 mai 1992 , Toulouse |
|  | Saint-Gaudens               | Saint-Gaudens    | ? (aller)-17 mai 1992 (retour) |                    |                        |              | 54                            | 54                            |                               |                               |  |  | 31 mai 1992 , Toulouse | 31 mai 1992 , Toulouse | 31 mai 1992 , Toulouse | 31 mai 1992 , Toulouse |
|  | Carpentras                  | Carpentras       | 15                             | 15                 |                        |              |                               |                               |                               |                               |  |  | 31 mai 1992 , Toulouse | 31 mai 1992 , Toulouse | 31 mai 1992 , Toulouse | 31 mai 1992 , Toulouse |
|  | Carpentras                  | Carpentras       | 15                             | 15                 | Carcassonne            | Carcassonne  | 11                            | 11                            |                               |                               |  |  |                        |                        |                        |                        |
|  | 19 avril 1992 à Carcassonne |                  |                                |                    | Carcassonne            | Carcassonne  | 11                            | 11                            |                               |                               |  |  |                        |                        |                        |                        |
|  |                             |                  | Saint-Estève                   | Saint-Estève       | 10                     | 10           |                               |                               |                               |                               |  |  |                        |                        |                        |                        |
|  | Saint-Estève                | Saint-Estève     | Saint-Estève                   | Saint-Estève       | 10                     | 10           | 26                            | 26                            |                               |                               |  |  |                        |                        |                        |                        |
|  | Saint-Estève                | Saint-Estève     |                                |                    |                        |              |                               |                               |                               |                               |  |  |                        |                        |                        |                        |
|  | XIII Catalan                | XIII Catalan     | 11                             | 11                 |                        |              |                               |                               |                               |                               |  |  |                        |                        |                        |                        |
|  | XIII Catalan                | XIII Catalan     | 11                             | 11                 | Saint-Estève           | Saint-Estève | 38                            | 30                            |                               |                               |  |  |                        |                        |                        |                        |
|  |                             |                  |                                |                    | Saint-Estève           | Saint-Estève | 38                            | 30                            |                               |                               |  |  |                        |                        |                        |                        |
|  |                             |                  | Villeneuve-sur-Lot             | Villeneuve-sur-Lot | 18                     | 34           |                               |                               |                               |                               |  |  |                        |                        |                        |                        |
|  |                             |                  |                                |                    | 18                     | 34           |                               |                               |                               |                               |  |  |                        |                        |                        |                        |
|  |                             |                  |                                |                    |                        |              |                               |                               |                               |                               |  |  |                        |                        |                        |                        |
|  |                             |                  |                                |                    |                        |              |                               |                               |                               |                               |  |  |                        |                        |                        |                        |
|  |                             |                  |                                |                    |                        |              |                               |                               |                               |                               |  |  |                        |                        |                        |                        |
|  |                             |                  |                                |                    |                        |              |                               |                               |                               |                               |  |  |                        |                        |                        |                        |

## Finale (31 mai 1992)
(mt : 5 - 2)
Points marqués :
- Carcassonne : 1 essai de Rémirez (53e) ; 2 pénalités de Bourrel (2e et 64e) ; 3 drops de Tisseyre (6e et 34e) et Bourrel (11e).
- Saint-Estève : 2 essais de Chamorin (43e) et Wozniack (74e) ; 1 pénalité de Chamorin (32e).

Évolution du score : 2-0, 3-0, 3-2, 4-2, 5-2 (mi-temps), 5-6, 9-6, 11-6, 11-10.
Arbitre : M. Sablayrolles (Tarn)
Spectateurs : 6 200
Composition des équipes :
- Carcassonne : Patrick Limongi - Christophe Malfaz, Éric Bonnet, David Fraisse, Éric Rémirez - Jacques Laguens (o), Frédéric Bourrel (m) - Marc Tisseyre, José Granero, Jean-Paul Marquet, Brett Jones, Thierry Bernabé, Marc Palanques - Daniel Divet, Alain Batello - Entraîneurs : José Moya et Max Théron
- Saint-Estève : Tom Sutton - Patrick Wozniack, Pierre Chamorin, Patrick Marginet, Jean-Marc Garcia - Roger Palisses (o), Bruno Castany (m) - Hadj Boudebza, Bernard Cartier, Patrice Bolchakoff, Franck Esponda, Mark Bourneville, Mathieu Khedimi - Richard Masforné, Dominique Verdière, Sébastien Berdu - Entraîneur :  Yves Castany

## Effectifs des équipes présentes
| Carcassonne     | Alain Batello Thierry Bernabé Éric Bonnet Frédéric Bourrel Sylvain Crismanovich Daniel Divet Patrick Entat David Fraisse Geppert José Granero Brett Jones Jacques Laguens (o) Patrick Limongi Bernard Llong Didier Palanques Marc Palanques Christophe Malfaz Jean-Paul Marquet Pascal Mons Éric Rémirez (m) Marc Tisseyre Éric van Brussel Entraîneurs : José Moya Max Théron | Saint-Estève       | Sébastien Berdu Patrice Bolchakoff Hadj Boudebza Mark Bourneville Bernard Cartier Bruno Castany (m) Pierre Chamorin Franck Esponda Jean-Marc Garcia Mathieu Khedimi Stéphane Marc Patrick Marginet Richard Masforné Roger Palisses (o) Philippe Pidemunt Tom Sutton Dominique Verdière Patrick Wozniack Entraîneur : Yves Castany |
| Saint-Gaudens   | Adolphe Alésina Théo Anast Patrick Bojarzuck Robert Boyals Richard Clarke Alexandre Couttet Patrick Cowell Gilles Dumas Gaudens Kebdani Cédric Loubet Christophe Martinez Jean-Yvon Masse Stéphane Millet Cyrille Pons Jean Ruiz Claude Sirvent Yves Storer Jean-Marc Vincent Robert Viscay Entraîneur : Pierre Surre                                                          | Avignon            | Patrick Accroué Marc Balleroy Thierry Buttignol Philippe Chiron Lucien de Macedo Mario Femia Charles Guidicelli Holloway Christophe Jouffret Jean-François Jouffret Nicolas Reyre Richard Rouqueirol Yves Villoni |
| Carpentras      | Thierry Blachère Bonnardel Didier Comtat Didier Couston Étienne Kaminski Jamel Louazani John Maguire Garry McTeigue Philippe Revol Jean-Marc Rocci Patrick Rocci Franck Romano Rodriguez Joël Roux Christian Scicchitano (m) (c) Greg Sheridan Nordine Tamghart Yves Tisseyre Serge Titeux David Toulemonde Entraîneur : Didier Ouali                                          | Villeneuve-sur-Lot | Jérôme Bisson Daniel Calvet Christophe Delbert Lindsay Delpech David Despin Evans Thierry Matter Monbel Bertrand Planté Jean-Luc Rabot Scarazzini Daniel Verdès Éric Vergniol Mark Wakefield |
| Lézignan        | Fabien Abadié Frédéric Abadié Patrick Albérola David Amat Patrice Bolchakoff Philippe Bourrel Jérôme Ferret Christophe Grandjean Georges Grandjean Hamilton Philippe Lécina Hugues Ratier Thierry Valéro | Albi               | Christophe Bonnafous Didier Buttignol Castel P. Costes Cunnac Fleming Lacroux Francis Lope Mantelli Mullins Ch. Nadalin J-J. Nadalin Scieszka |
| Pia             | Sébastien Balavoine Carrière Jean-Luc Combettes Pascal Fages Norbert Fourcade Richard Franck Karl Jaavuo Marques Joël Sautrice Yannick Sautrice Serret Patrick Torreilles David Versini | XIII Catalan       | Allègre Christophe Auroy Olivier Bise Pascal Bomati Brian Coles D'Albert Guy Delaunay Francis Gomez Marc Guasch Pascal Jampy Pierre Montgaillard Klaus Perkovic Thorne |
| Paris-Châtillon | Akkreche Ait-el-Moudden Angelo Alavanja Andreu Chick Delfini Janneau Yannick Mantese Martial Richard Darren Slade Trembath Rechal Zenon Ronel Zenon |                    | |